# Heligoland (album)
Heligoland – piąty studyjny album triphopowego zespołu Massive Attack, wydany w 2010 przez Virgin Records. Pierwsze wydawnictwo zespołu od 7 lat nie będące kompilacją lub ścieżką dźwiękową.
Jako wokaliści na płycie pojawiają się: Horace Andy, Tunde Adebimpe, Damon Albarn, Hope Sandoval, Guy Garvey i Martina Topley-Bird. Wśród muzyków znajdują się: Adrian Utley (gitara elektryczna), John Baggott (instrumenty klawiszowe), Damon Albarn (instrumenty klawiszowe, syntezator basowy), Neil Davidge (gitara basowa), Billy Fuller (gitara basowa), Jerry Fuchs (perkusja), Damon Reece (perkusja), Angelo Bruschini (gitara elektryczna). Album wyprodukowali Tim Goldsworthy, Mark "Spike" Stent (również miks) oraz Neil Davidge.
Tytuł płyty pochodzi od nazwy niemieckiego archipelagu na Morzu Północnym - Helgolandu. Roboczy tytuł albumu brzmiał Weather Underground.

## Lista utworów
1. "Pray for Rain" – 6:43
2. "Babel" – 5:17
3. "Splitting the Atom" – 5:18
4. "Girl I Love You" – 5:22
5. "Psyche" – 3:22
6. "Flat of the Blade" – 5:29
7. "Paradise Circus" – 4:57
8. "Rush Minute" – 4:48
9. "Saturday Come Slow" – 3:29
10. "Atlas Air" – 7:37

## Pozycje na listach
| Lista         | Kraj              | Pozycja |
| ------------- | ----------------- | ------- |
| Billboard 200 | Stany Zjednoczone | 46      |
| OLiS          | Polska            | 2       |

W Polsce nagrania uzyskały status złotej płyty.